# Wally Neuzil

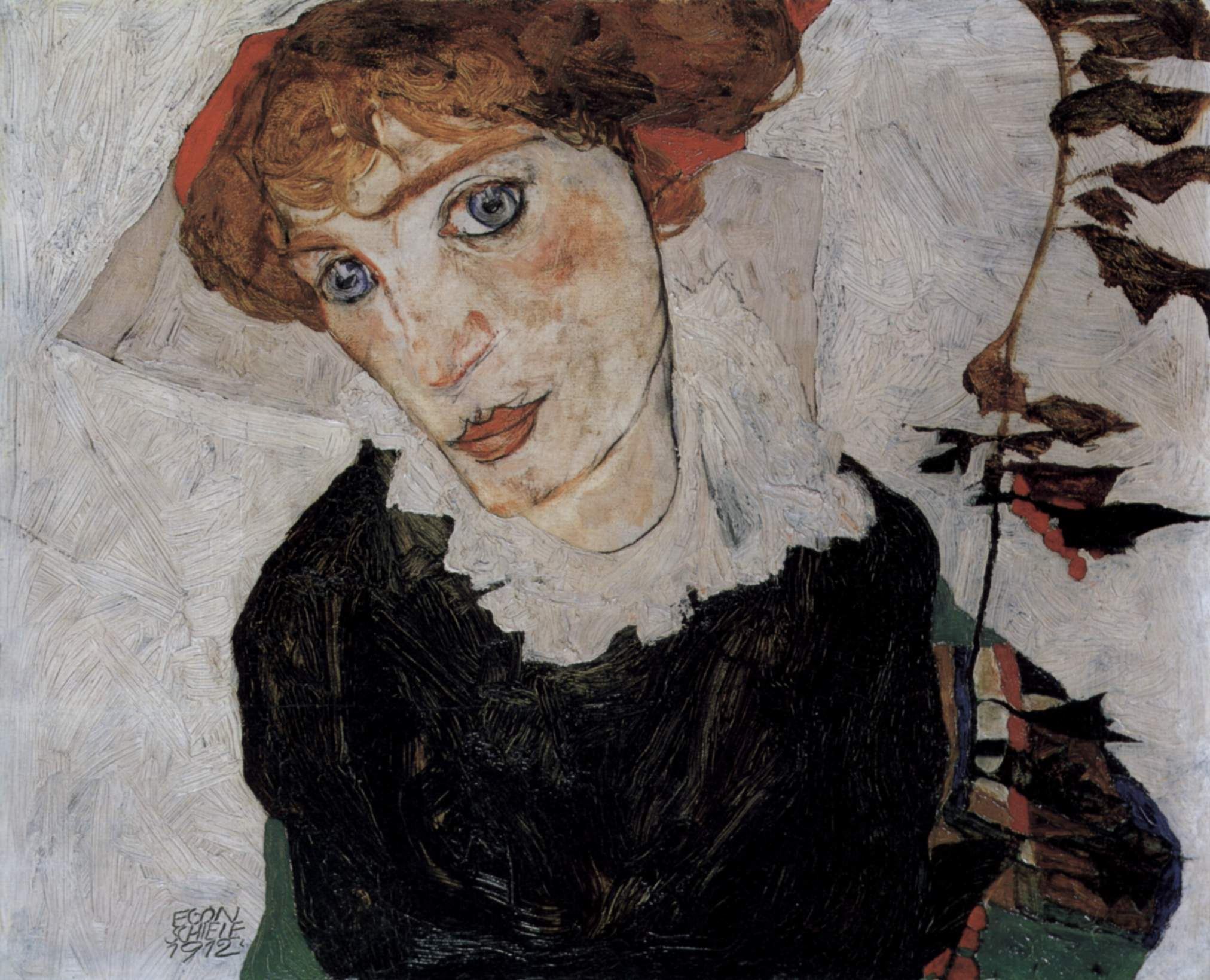
Wally, óleo de Egon Schiele, Museo Leopold, Viena, 1912.

Wally (Walburga) Neuzil (19 de agosto de 1894 como Walburga Pfneisl, Tattendorf, Baja Austria - 25 de diciembre de 1917, Sinj, Dalmacia) fue amante y principal modelo de Egon Schiele.

## Biografía

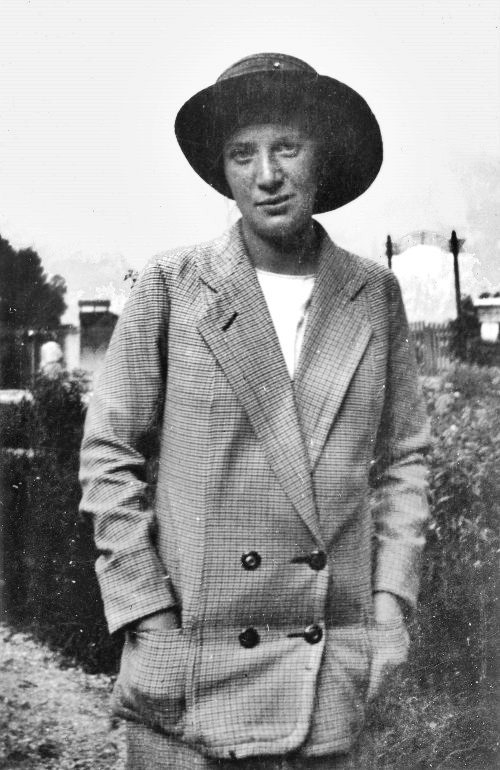
Walburga Neuzil, aprox. 1915.

Walburga Pfneisl nació el 19 de agosto de 1894 en Tattendorf (Baja Austria), a pocos kilómetros al sur de Viena, en la actual Badner Straße 12, como hija ilegítima de la jornalera Thekla Pfneisl y el maestro de Kolomierschitz (Koloměřice), un distrito de Chrášťany u Týna nad Vltavou en Bohemia, Josef Neužil. Los padres se casaron el 11 de marzo de 1895, y Walburga obtuvo así el apellido del padre y legitimidad. En 1896, el padre fue trasladado a la escuela primaria en la cercana comunidad de Moosbrunn. Luego trabajó en Wiener Neudorf. En septiembre de 1901 fue nombrado director de la escuela de Sparbach. Murió en Mödling el 13 de febrero de 1902. Thekla Neuzil se mudó entonces a Viena con sus hijas Anna, Walburga (Wally), Berta, Antonia y Marie y su madre. En la libreta de direcciones de Viena de Lehmann, de 1906 aparece registrada como viuda de un director de escuela y trabajando como ama de llaves, su dirección cambió con frecuencia en los años siguientes (distritos 12, 10, 2, 20, 2). Según el registro, Wally vivía con su madre.
A menudo se rumorea que Walburga Neuzil trabajó por primera vez como modelo para Gustav Klimt, pero no se ha podido probar. Wally fue la modelo más importante de Egon Schiele y su amante desde alrededor de 1912. Vivió con él en una casita en los bosques de Viena, "In der Au" cerca de Neulengbach, donde el artista creó algunas de sus obras más importantes, para las que Wally posó, pero también numerosas representaciones eróticas de niños. Schiele fue arrestado en abril de 1912 y acusado de "secuestro" y "profanación", un eufemismo de la época para aludir al abuso sexual infantil. Wally fue uno de los pocos que lo apoyaba y creía en su inocencia. Le llevó a la cárcel suministros de pintura y le encontró un abogado. "... ninguno de mis conocidos más cercanos se apartó de Wally, a quien conocí brevemente en ese momento y que se comportó de manera tan noble que me cautivó ..." (Carta de Egon Schiele a Franz Hauer, 25 de enero de 1914).
En el otoño de 1912, Egon Schiele se mudó a un apartamento tipo estudio, 13th, Hietzinger Hauptstrasse 101, en una buena zona residencial de Viena, donde, para disgusto de los vecinos, siguió viviendo en un "matrimonio salvaje" con Walburga. Los archivos estatales y de la ciudad de Viena, sin embargo, publicaron un formulario de registro el 16 de mayo de 1913, desde la comisaría de policía de Unter-St.-Veit, rellenado por el propio Schiele, según el cual 'Walli Neuzil', desde el apartamento de su madre en el 20 District, Allerheiligenplatz 6, se mudó hasta el 10 de agosto de 1913 (se fue sin dar una nueva dirección) a la casa número 13, Feldmühlgasse 3, piso 2, puerta 7. En esta calle que se separa de la Hietzinger Hauptstrasse, Gustav Klimt, el mentor de Schiele, tenía su estudio en el número 11 (en el directorio Lehmann con el número 9); posiblemente decisivo para que Schiele se estableciera cerca.
En 1915 Schiele completó una de sus obras principales, La Muerte y la doncella, en el estudio de Hietzinger Hauptstrasse, que muestra al pintor y su musa en un abrazo particularmente doloroso. La pintura es vista como su imagen de despedida de Wally.
En febrero de 1915, cuando Egon Schiele fue llamado al servicio militar, le escribió a su amigo y benefactor Arthur Roessler: "... planeo casarme, mejor, no con Wally ..." En junio de 1915, Schiele se casó con Edith Harms. Vivía frente a Schiele: en el 13, Hietzinger Hauptstrasse 114. Se dice que le sugirió a Wally durante la última conversación en su café habitual que se fueran de vacaciones juntos al menos una vez al año. Esto no fue aceptable ni para Wally ni para Edith.
Egon Schiele pasó los siguientes años de guerra en campos de entrenamiento en Praga y Neuhaus en Bohemia, y más tarde como soldado en varios campos de prisioneros de guerra en la Baja Austria. Su esposa Edith tuvo que acompañarlo a todas partes.
Hilde Berger cree que Klimt pintó a Wally en 1916. De hecho, el retrato de Gustav Klimt de Wally no representa a Wally Neuzil. La imagen, sin embargo, fue reubicada durante la Segunda Guerra Mundial y quemada en 1945 en el castillo de Immendorf cerca de Hollabrunn, Baja Austria, al igual que tres de las imágenes de la facultad de Viena de Klimt.

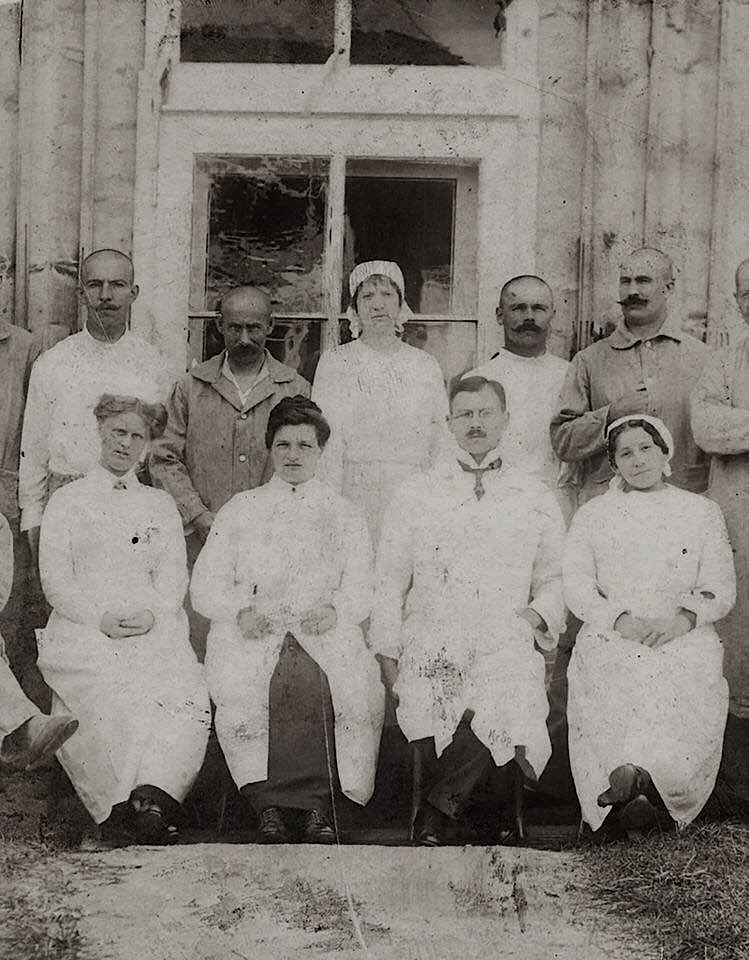
Wally en Sinj hacia 1917, en la fila superior, en el centro.

Después de que Schiele se separó de ella, Wally se formó como enfermera auxiliar en Viena y trabajó en el Hospital militar Nº 1; era un campamento de barracones en el borde del área del hospital Wilhelmine, un ejemplo del barroco vienés del siglo XVII. En 1917 se marchó de Viena con destino a Sebenico, Dalmacia. Primero trabajó en Sebenico/Šibenik y luego en el KK Marodenhaus en Sinj, a unos 35 km hacia el interior de la ciudad portuaria de Split (entonces, Spalato). El día 25 de diciembre de 1917 Wally Neuzil murió allí de escarlatina y fue enterrada en el cementerio de Sveti Frane de Sinj, en la tumba número 162 D (redescubierta en 2015 por Lana Bunjevac, del diario Jutarnji list, de Zagreb). En abril de 2016, Robert Holzbauer también pudo encontrar una entrada sobre su muerte en el registro de fallecidos de la ciudad de Sinj.
Egon Schiele y su esposa Edith murieron a causa de la gripe española en Viena en octubre de 1918.

## Posteridad
En Tattendorf, el lugar de nacimiento de Walburga Neuzil, la Wally-Neuzil-Platz fue nombrada en su honor. En 2017 se fundó la asociación "Wally-Neuzil-Gesellschaft"  con sede en Baden, cerca de Viena. En Sinj, Croacia (región de Split), su tumba fue restaurada con motivo del cien aniversario de su fallecimiento. En la Galerija Galiotovic de Sinj desde el 19 de diciembre de 2017 al 13 de enero de 2018 se celebró la exposición "Tko je bila Wally Neuzil?" (¿Quién era Wally Neuzil?). Con motivo de su 102 aniversario se celebró en Tattendorf en la bodega Dachauer Mühle del 5 de septiembre al 26 de octubre de 2019 la exposición "Wally Neuzil - la musa de Egon Schiele".
En el largometraje de 2016 Egon Schiele: Death and Girls de Dieter Berner, basado en la novela biográfica Death and Girls: Egon Schiele and the Women de Hilde Berger, Wally Neuzil fue interpretada por Valerie Pachner.